# سعد الحميد (شاعر)
إذا كنت تبحث عن الشيخ سعد الحميد انظر سعد الحميد.
سعد خليل إبراهيم الحميّد، شاعر غنائي سعودي. من مواليد سنة 1959 م.وفاته يوم الجمعة 2014/12/15(الرياض)
تغنى كثير من الفنانين في العالم العربي بأغاني من كلماته، مثل:
- طلال مداح.
- محمد عبده.
- راشد الماجد.
- د.عبد الرب إدريس.
- رباب.
- طلال سلامة.
- عاصي الحلاني.

والكثيرون غيرهم...